# Церковь Успения Божией Матери (Берёзовский)
Церковь Успения Божией Матери — православный храм в городе Берёзовском Свердловской области.
Постановлением Правительства Свердловской области № 207-ПП от 10 марта 2011 года присвоен статус памятника архитектуры регионального значения.

## История
Здание расположено на левом берегу реки Берёзовки, в западной части центрального городского кладбища. Самостоятельный приход открыт в 1765 году, в его состав вошли Берёзовский и Пышминский заводы, в 1830-х годах причислен Шарташ.
5 июня 1756 года заказчиком, протоиереем Фёдором Кочневым, по благословению Тобольскаго Митрополита Павла, в Берёзовском заводе начато строительство деревянного храма во имя пророка Илии, с приделом во имя святителей Василия Великого, Григория Богослова и Иоанна Златоуста. Придел освящён 7 января 1767 года. 23 декабря 1803 года здание церкви уничтожено пожаром.
На полноценное восстановление храма средства не выделялись, и на городском кладбище была устроена небольшая деревянная церковь во имя Успения Пресвятыя Богородицы. Строительный работы начались 15 августа 1804 года. В закладке храма участвовал член Екатеринбургского духовного Правления Павел Золотавин. В том же году была освящена. За следующие пол века деревянное здание обветшало и было принято решение о строительстве капитального здания.
20 июля 1868 года епископом Екатеринбургским Вассианом заложено каменное здание во имя Успения Божией Матери. 18 августа 1874 года церковь освящена тем же епископом.
В Берёзовском заводе работало три школы: церковно-приходская и две школы грамоты: мужская и женская. Причт состоял из трёх священников, диакона и четырёх псаломщиков.
С 1942 по 1993 год службы не проводились. В здании церкви работали конторы и склады. Были утрачены главки, апсиды и колокольня. На месте часовни были пристроены конторские помещения. Планировка интерьера изменена перекрытиями.
Здание храма восстанавливается и воссоздаётся по фотографиям. В настоящее время воссозданы главки храмовой части и колокольня. В 2001 году у южного фасада заложен фундамент часовни. 27 июля 2003 года прошёл молебен по освящению часовни в честь святого равноапостольного великого князя Владимира.

## Архитектура
Каменное здание, первоначально трёхчастное: храм с пятигранной апсидой, трапезная и колокольня. В XX веке продольная ось удлинена с запада двухэтажной пристройкой.
Основной кубический объём покрыт на четыре ската и завершён пятиглавием на глухих восьмигранных барабанах. Стены расчленены пилястрами; под венчающим карнизом идут раскреповывающие их две горизонтальные тяги. Оконные проёмы лучковые, в простых плоских обрамлениях; ниже первого ряда окон горизонтальные углубления. Барабаны глав с килевидной аркатурой. Колокольня скомпонована из двух восьмёриковых ярусов (у верхнего по осям пролёты) и шатра, в основании которого килевидные арочки переплетаются с кокошниками.
В композиции церкви использован «образцовый» проект середины XIX века, основанный на приёмах русско-византийского стиля.
Часовня 2001 года выполнена в строгой форме, полусфера купола в зелёном цвете, позолоченная главка и крест. Высота немногим меньше 17 метров. Цоколь и паперть облицованы гранитным камнем.